# Episodi de Gli intoccabili (terza stagione)
La terza stagione della serie televisiva Gli intoccabili è stata trasmessa in anteprima negli Stati Uniti d'America dalla ABC tra il 12 ottobre 1961 e il 5 luglio 1962.
| nº | Titolo originale             | Titolo italiano | Prima TV USA     | Prima TV Italia |
| -- | ---------------------------- | --------------- | ---------------- | --------------- |
| 1  | The Troubleshooter           |                 | 12 ottobre 1961  |                 |
| 2  | Power Play                   |                 | 19 ottobre 1961  |                 |
| 3  | Tunnel of Horrors            |                 | 26 ottobre 1961  |                 |
| 4  | The Genna Brothers           |                 | 2 novembre 1961  |                 |
| 5  | The Matt Bass Scheme         |                 | 9 novembre 1961  |                 |
| 6  | Loophole                     |                 | 16 novembre 1961 |                 |
| 7  | Jigsaw                       |                 | 23 novembre 1961 |                 |
| 8  | Man Killer                   |                 | 7 dicembre 1961  |                 |
| 9  | City Without a Name          |                 | 14 dicembre 1961 |                 |
| 10 | Hammerlock                   |                 | 21 dicembre 1961 |                 |
| 11 | The Canada Run               |                 | 4 gennaio 1962   |                 |
| 12 | Fall Guy                     |                 | 11 gennaio 1962  |                 |
| 13 | The Gang War                 |                 | 18 gennaio 1962  |                 |
| 14 | Silent Partner               |                 | 1º febbraio 1962 |                 |
| 15 | The Whitey Steele Story      |                 | 8 febbraio 1962  |                 |
| 16 | The Death Tree               |                 | 15 febbraio 1962 |                 |
| 17 | Takeover                     |                 | 1º marzo 1962    |                 |
| 18 | The Stryker Brothers         |                 | 8 marzo 1962     |                 |
| 19 | Element of Danger            |                 | 22 marzo 1962    |                 |
| 20 | The Maggie Storm Story       |                 | 29 marzo 1962    |                 |
| 21 | Man in the Middle            |                 | 5 aprile 1962    |                 |
| 22 | Downfall                     |                 | 3 maggio 1962    |                 |
| 23 | The Case Against Eliot Ness  |                 | 10 maggio 1962   |                 |
| 24 | The Ginnie Littlesmith Story |                 | 17 maggio 1962   |                 |
| 25 | The Contract                 |                 | 31 maggio 1962   |                 |
| 26 | Pressure                     |                 | 14 giugno 1962   |                 |
| 27 | Arsenal                      |                 | 28 giugno 1962   |                 |
| 28 | The Monkey Wrench            |                 | 5 luglio 1962    |                 |